# Paulo Tarso Flecha de Lima
Paulo Tarso Flecha de Lima (Belo Horizonte, 8 de julho de 1933 – Brasília, 12 de julho de 2021) foi um diplomata brasileiro. Foi Secretário-Geral do Ministério das Relações Exteriores e embaixador do Brasil em Londres, Washington e Roma.
Sua esposa, Lúcia Flecha de Lima, foi Secretária de Turismo do Distrito Federal e amiga da Princesa Diana de Gales. Com ela, teve cinco filhos: Isabel, João Pedro, Beatriz, Luiz Antônio e Paulo Tarso Jr., falecido em 2000. Aposentou-se em 2001 com quarenta e seis anos de carreira.

## Libertação de brasileiros no Iraque
No final de agosto de 1990, Flecha de Lima estava de férias no sul da França, quando foi encarregado pelo Itamaraty de conduzir negociações para a libertação de cerca de quinhentos brasileiros residentes no Iraque. O governo do ditador Saddam Hussein ameaçava utilizá-los como escudos humanos em prédios, para impedir um ataque dos Estados Unidos, que viria a ser conhecido como a Guerra do Golfo. Flecha de Lima foi escolhido por ter contatos com autoridades iraquianas e de outros países árabes, uma vez que negociara a venda de produtos brasileiros, inclusive um grande lote de VW Passat, a Bagdá durante os anos 80.
O então presidente do governo brasileiro, Fernando Collor de Mello, chegou a criticar publicamente, ao lado de George H. W. Bush em Nova York, o ditador, e Itamar Franco, o presidente interino, seguindo conselhos do SNI, ordenou que Flecha de Lima providenciasse o embarque dos reféns que já tinham visto de saída do Iraque. Como o embaixador queria embarcar ao Brasil todo o grupo e sabia que eles não seriam mortos, ele recusou.
O embaixador negociou, em inglês, com Hussein Kamel-Hassan, genro de Saddam Hussein e então ministro da Produção Militar. Flecha de Lima usou como argumento o fato do Iraque estar punindo cidadãos de um país amigo, ao que Kamel-Hassan respondeu que o Brasil não era um país aliado de confiança.
Paulo Flecha de Lima concluiu as negociações com os então vice-presidentes do Iraque, Sabri Hamadi e Taha Yassin Ramadan

## Circuito Elizabeth Arden
Durante sua carreira como diplomata, passou por quase todo o concorrido "Circuito Elizabeth Arden", que na diplomacia se refere a um grupo de embaixadas que estão em capitais de tradicional prestígio cultural, político e socioeconômico (Roma, Paris, Londres e Washington) ― e seriam portanto as preferidas de embaixadores e embaixatrizes. O termo surgiu em referência ao glamour e à elegância da cosmetologista Elizabeth Arden, cujas sacolas de compras estavam sempre repletas das mais renomadas grifes de moda dessas cidades.

## Morte
Morreu em Brasília em 12 de julho de 2021 por septicemia decorrente de uma infecção urinária.